# وبسنس
وبسنس (به انگلیسی: Websense) نام یک شرکت آمریکایی مستقر دل آستین، تگزاس است که در زمینهٔ نرم‌افزارهای امنیت اطلاعات فعالیت می‌کند.

## تاریخچه
وبسنس در سال ۱۹۹۴ پایه‌گذاری شد و در سال ۲۰۰۰ به صورت یک شرکت سهامی عام در آمد. از آن زمان، وبسنس طبق گزارش گارتنر یکی از پنج کمپانی برتر در بازار امنیت وب بوده‌آست.
از سال ۲۰۱۱ فیس بوک از خدمات وبسنس استفاده می‌کند تا کاربرانش را از وبگاه‌های دارای محتوای خرابکارانه مصون بدارد.
کشورهای مختلفی از محصولات وبسنس به جهت فیلترینگ اینترنت استفاده کرده‌اند که از آن جمله می‌توان به چین، یمن، و ایران اشاره کرد.